# Bahnstrecke Wesel–Bocholt
| Bocholter Bahn in Schwarz |                      |                                                      |                                                      |
| Streckennummer (DB): | 2263                 |                                                      |                                                      |
| Kursbuchstrecke (DB): | 421                  |                                                      |                                                      |
| Kursbuchstrecke: | 235a (1946)          |                                                      |                                                      |
| Streckenlänge: | 20,4 km              |                                                      |                                                      |
| Spurweite: | 1435 mm (Normalspur) |                                                      |                                                      |
| Stromsystem: | 15 kV 16,7 Hz ~      |                                                      |                                                      |
| Maximale Neigung: | 2,4 ‰                |                                                      |                                                      |
| Streckengeschwindigkeit: | 100 km/h             |                                                      |                                                      |
| |                      |                                                      |                                                      |
| \| \| \| von Oberhausen \| \| \| \| \| Anschluss RWE \| \| \| \| \| von Haltern \| \| \| \| 0,080 0,000 \| Wesel \| Wesel \| \| \| \| Weseler Hafenbahn \| \| \| \| \| nach Venlo \| \| \| \| \| nach Emmerich \| \| \| \| 2,700 0,000 \| Wesel Nord \| Wesel Nord \| \| \| 3,600 0,000 \| Lackhausen \| Lackhausen \| \| \| 4,739 0,000 \| Wesel-Blumenkamp \| Wesel-Blumenkamp \| \| \| 8,500 0,000 \| Hamminkeln Süd \| Hamminkeln Süd \| \| \| 9,232 0,000 \| Hamminkeln \| Hamminkeln \| \| \| 9,350 0,000 \| Max Bögl Betonwerk (Anst) \| Max Bögl Betonwerk (Anst) \| \| \| 13,225 0,000 \| Hamminkeln-Dingden (ehem. Bf) \| Hamminkeln-Dingden (ehem. Bf) \| \| \| 15,600 0,000 \| Lankern (bis 1960) \| Lankern (bis 1960) \| \| \| 17,600 0,000 \| Tangerding(Anst) \| Tangerding(Anst) \| \| \| 18,200 0,000 \| Biemenhorst (bis 1960) \| Biemenhorst (bis 1960) \| \| \| 18,800 0,000 \| Bocholt-Mussum (geplant) \| Bocholt-Mussum (geplant) \| \| \| \| \| \| \| \| \| von Empel-Rees heute Anschluss Industriepark Bocholt \| \| \| \| \| \| \| \| \| 19,448 17,633 \| Bocholt Strw 2263/2265 \| Bocholt Strw 2263/2265 \| \| \| 19,720 17,910 \| Bocholt Süd \| Bocholt Süd \| \| \| 20,420 18,621 \| Bocholt \| Bocholt \| \| \| \| nach Münster \| \| \| \| \| nach Winterswijk \| \| \| \| \| \| \| \| Quellen: [1][2][3][4][5] \| \| \| \| |                      |                                                      |                                                      |
| Strecke |                      | von Oberhausen                                       | von Oberhausen                                       |
| Abzweig geradeaus und von rechts |                      | Anschluss RWE                                        | Anschluss RWE                                        |
| Abzweig geradeaus und ehemals von rechts |                      | von Haltern                                          | von Haltern                                          |
| Bahnhof | 0,080 0,000          | Wesel                                                | Wesel                                                |
| Abzweig geradeaus und nach links |                      | Weseler Hafenbahn                                    | Weseler Hafenbahn                                    |
| Abzweig geradeaus und ehemals nach links |                      | nach Venlo                                           | nach Venlo                                           |
| Abzweig geradeaus und nach links |                      | nach Emmerich                                        | nach Emmerich                                        |
| ehemaliger Haltepunkt / Haltestelle | 2,700 0,000          | Wesel Nord                                           | Wesel Nord                                           |
| ehemaliger Haltepunkt / Haltestelle | 3,600 0,000          | Lackhausen                                           | Lackhausen                                           |
| Haltepunkt / Haltestelle | 4,739 0,000          | Wesel-Blumenkamp                                     | Wesel-Blumenkamp                                     |
| ehemaliger Haltepunkt / Haltestelle | 8,500 0,000          | Hamminkeln Süd                                       | Hamminkeln Süd                                       |
| Bahnhof | 9,232 0,000          | Hamminkeln                                           | Hamminkeln                                           |
| Blockstelle | 9,350 0,000          | Max Bögl Betonwerk (Anst)                            | Max Bögl Betonwerk (Anst)                            |
| Haltepunkt / Haltestelle, ehemals Bahnhof | 13,225 0,000         | Hamminkeln-Dingden (ehem. Bf)                        | Hamminkeln-Dingden (ehem. Bf)                        |
| ehemaliger Haltepunkt / Haltestelle | 15,600 0,000         | Lankern (bis 1960)                                   | Lankern (bis 1960)                                   |
| ehemalige Blockstelle | 17,600 0,000         | Tangerding(Anst)                                     | Tangerding(Anst)                                     |
| ehemaliger Haltepunkt / Haltestelle | 18,200 0,000         | Biemenhorst (bis 1960)                               | Biemenhorst (bis 1960)                               |
| ehemaliger Haltepunkt / Haltestelle | 18,800 0,000         | Bocholt-Mussum (geplant)                             | Bocholt-Mussum (geplant)                             |
| |                      |                                                      |                                                      |
| Abzweig geradeaus und ehemals von links |                      | von Empel-Rees heute Anschluss Industriepark Bocholt | von Empel-Rees heute Anschluss Industriepark Bocholt |
| |                      |                                                      |                                                      |
| Kilometer-Wechsel | 19,448 17,633        | Bocholt Strw 2263/2265                               | Bocholt Strw 2263/2265                               |
| ehemaliger Haltepunkt / Haltestelle | 19,720 17,910        | Bocholt Süd                                          | Bocholt Süd                                          |
| Kopfbahnhof Strecke ab hier außer Betrieb | 20,420 18,621        | Bocholt                                              | Bocholt                                              |
| Abzweig geradeaus und nach rechts (Strecke außer Betrieb) |                      | nach Münster                                         | nach Münster                                         |
| Strecke (außer Betrieb) |                      | nach Winterswijk                                     | nach Winterswijk                                     |
| |                      |                                                      |                                                      |
| Quellen: |                      |                                                      |                                                      |

Die Bahnstrecke Wesel–Bocholt (auch Bocholter Bahn genannt) ist eine eingleisige, elektrifizierte Nebenbahn in Nordrhein-Westfalen von Wesel am unteren Niederrhein nach Bocholt im Westmünsterland.

## Geschichte

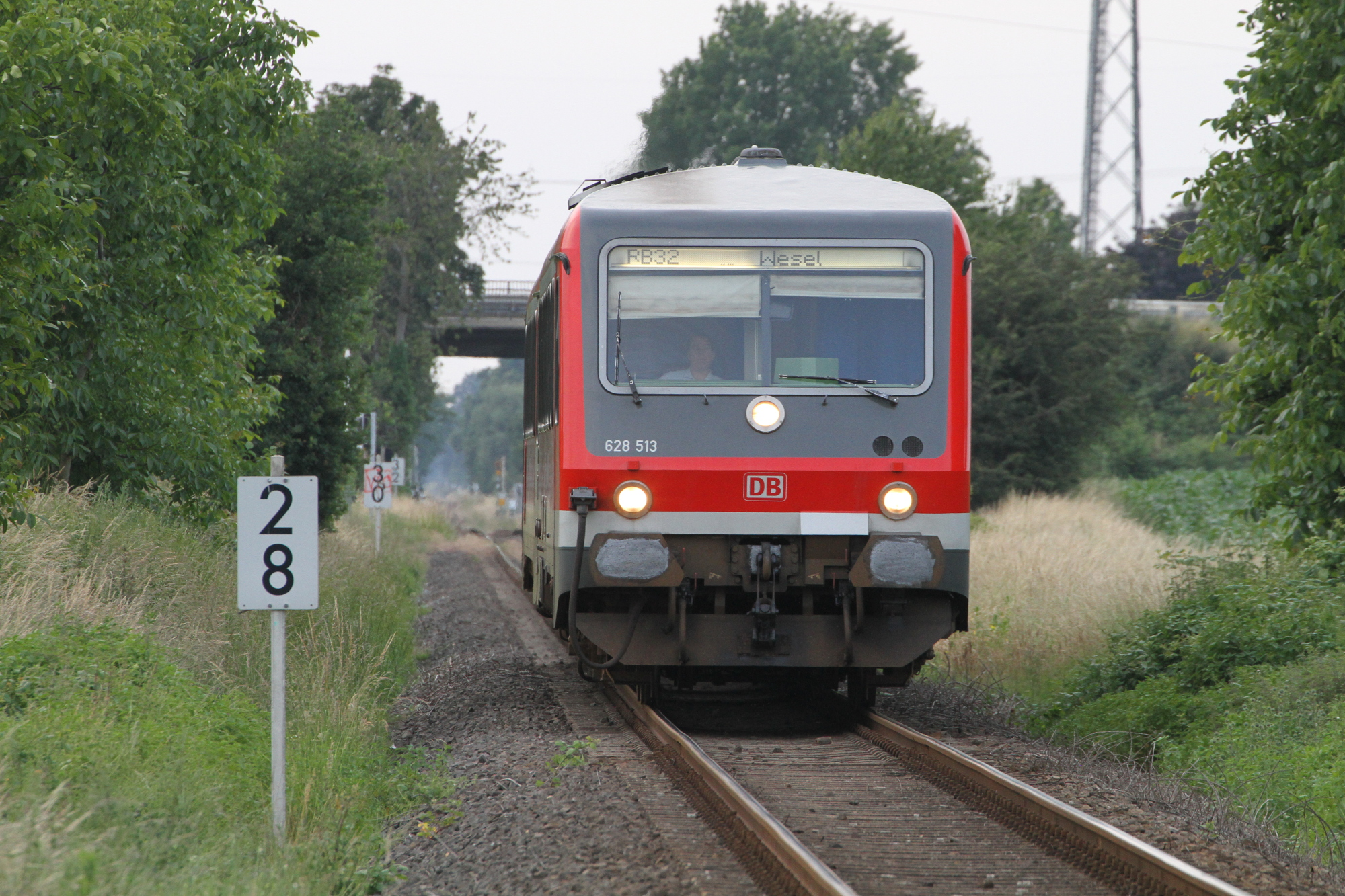
Triebwagen der DB Regio in Wesel-Feldmark, 2012

Schon Mitte des 19. Jahrhunderts existierten Pläne, die Stadt Bocholt, ein Zentrum der Textilindustrie, an das neue Eisenbahnnetz anzuschließen, die 1856 eröffnete Hollandstrecke der Köln-Mindener Eisenbahn-Gesellschaft (CME) führte aber von Wesel aus entlang des Rheines an Bocholt vorbei über Emmerich nach Arnhem. Auch brachten mehrere Initiativen Kölner und Münsteraner Geschäftsleute nicht das erforderliche Kapital für eine eigene Eisenbahnstrecke auf.
Am 26. Mai 1875 erhielt die CME die Konzession für den Bau einer Stichstrecke von Wesel nach Bocholt, die zum 1. Juli 1878 für den Personenverkehr eröffnet wurde.
Die zwei Jahre später eröffnete Bahnstrecke Winterswijk–Bocholt der Niederländisch-Westfälischen Eisenbahn-Gesellschaft machte aus dem Endbahnhof einen Durchgangsbahnhof. Weitere zehn Jahre später, nach der Verstaatlichung der meisten privaten Eisenbahn-Gesellschaften, wurde Bocholt durch den Bau der Baumbergebahn der Preußischen Staatseisenbahnen von Empel-Rees nach Münster sogar zum Kreuzungsbahnhof. Seit Ende des 20. Jahrhunderts ist mit der Stilllegung dieser beiden Strecken der Bahnhof Bocholt wieder Endbahnhof.
In den 1970er Jahren wurde das Nahverkehrsangebot im Abschnitt Wesel–Bocholt von der Deutschen Bundesbahn schrittweise von 14 Zugpaaren auf drei reduziert. Hierdurch sank die Nachfrage von 800 Reisenden auf eine Querschnittsnachfrage von 92 Personenkilometern je Kilometer. Außerhalb der Betriebszeit zwischen 5 und 9 Uhr hatten Busse die Nahverkehrsbeförderung übernommen. 1979 konnte eine bereits vorgesehene vollständige Umstellung auf den Bus abgewendet werden. Mit der Bundesbahn wurde ein dreijähriger Wiederbelebungsversuch ausgehandelt, bei dem die Fahrtenzahl erneut auf 14 Zugpaare erhöht und die Anschlusssituation in Wesel verbessert wurde. Die Zahl der Reisenden stieg daraufhin wieder auf 987.
1985 entfielen alle über Wesel hinausgehenden Fahrten, sodass die Züge nur noch zwischen Wesel und Bocholt pendelten. 1986 wurde durch einen Rahmenvereinbarungsentwurf zwischen dem Land Nordrhein-Westfalen und der Deutschen Bundesbahn bekannt, dass die Verkehrsbedienung wiederum auf den Bus verlagert werden sollte. Daraufhin schenkte die Stadt Bocholt der Bundesbahn einen Triebwagen der Baureihe 628 und verlegte den Halt der Busse innenstadtnäher zu einem Verknüpfungspunkt direkt am Bahnsteig. Im Gegenzug verpflichtete sich die Bundesbahn, den Nahverkehr auf der Schiene bis zum Jahresende 1999 aufrechtzuerhalten. Start für dieses Angebot, welches unter dem Namen „Der Bocholter“ vermarktet wurde, war der 6. Oktober 1990.
Im Jahr 2008 plante die Firma Max Bögl den Bau eines Gleisanschlusses am Bahnhof Hamminkeln zum nahe gelegenen Werksgelände zu errichten. Im Oktober 2009 wurde mit dem Bau des Gleisanschlusses begonnen, der im Dezember 2009 fertiggestellt wurde. Es wurden zwei Gleise und vier Weichen mit einer Gesamtgleislänge von 1280 m gebaut. Die Kosten für den Bau des Gleisanschlusses beliefen sich auf rund 1,8 Millionen Euro. Im Januar 2010 wurde der erste Güterzug, beladen mit 192 Tübbingen mit einem Gewicht von 1000 t, abgefertigt.

### Elektrifizierung
In der lokalen Presse wurde am 16. Mai und 20. Mai 2011 bekannt, dass der Verkehrsverbund Rhein-Ruhr eine Machbarkeitsstudie in Auftrag gegeben habe, welche die Elektrifizierung der Bocholter Bahn prüfen solle. Dadurch könne die Bocholter Bahn in das Niederrheinnetz integriert werden.
Es gab Planungen, nach dem Streckenausbau den Betrieb der Regionalbahnlinie RB 32 einzustellen und die Linie RB 33 nach Bocholt zu verlängern. Andererseits gab es Überlegungen, die RB 33 ab Oberhausen nach Bottrop fahren zu lassen und gleichzeitig die Regional-Express-Linie RE 5 von seinem jetzigen Endpunkt Wesel nach Bocholt zu verlängern. Diese Änderungen hätten den Sinn, Bocholt umsteigefrei mit dem westlichen Ruhrgebiet zu verbinden. Im Januar 2012 wurde eine Machbarkeitsstudie erstellt.
In einer Pressemitteilung vom 22. März 2013 zur Vergabe des Niederrheinnetzes an Abellio Rail NRW ab 2016 teilte der VRR mit, dass die Machbarkeitsstudie für die Elektrifizierung der Bocholter Bahn wesentlich positiver als erwartet ausgefallen sei. So koste diese bei einer Ausbaugeschwindigkeit von 80 km/h nur 12 Millionen Euro, bei 100 km/h immer noch lediglich 15 Millionen Euro, was weit unter den ersten Schätzungen von 20 Millionen Euro liegt. Ziel der weiteren Planungen des VRR war, die Elektrifizierung bis Dezember 2016 abzuschließen, passend zur Übernahme des Niederrheinnetzes durch Abellio Rail NRW. Nach Abschluss der Elektrifizierung war der Einsatz von Stadler-Flirt-Triebwagen geplant. Ab diesem Zeitpunkt sollten Direktverbindungen von Bocholt nach Düsseldorf angeboten werden. Dies sollte durch Integration in die Linie RE 19 realisiert werden, wobei eine Flügelung in Wesel vorgesehen war.
Im Dezember 2015 teilte der VRR mit, dass mit einem Abschluss des Elektrifizierung nicht vor Ende 2018 zu rechnen sei. Im Juni 2017 gab die Deutsche Bahn eine weitere Verzögerung auf Ende 2019 bekannt, da wegen besonderer Umweltbelange ein Planfeststellungsverfahren erforderlich wurde.
Im Juni 2018 wurde bekannt, dass der Umsetzung der Infrastrukturmaßnahmen eine weitere Verzögerung drohe, da Hamminkeln nicht bereit war, den kommunalen Eigenanteil zur Sicherung dreier privater Bahnübergänge zwecks Erhöhung der Streckengeschwindigkeit zu tragen. Die Verwaltung der Stadt Hamminkeln wollte die Finanzierung juristisch klären lassen, allerdings sprach sich der Stadtrat im Juli 2018 gegen eine Klage aus.
Im März 2019 wurde bekannt, dass sich die Realisierung der Streckenelektrifizierung auf unbestimmte Zeit verzögere und nicht zum Fahrplanwechsel im Dezember 2019 umgesetzt werden könne. Grund hierfür seien Verzögerungen im Planfeststellungsverfahren und Abstimmungsprobleme bei Oberleitungsmasten, die gemeinsam mit der Ausbaustrecke Oberhausen–Emmerich genutzt werden, gewesen.
Die Liniennummer RB 32 wäre mit der Elektrifizierung bereits Ende 2019 vakant geworden und wurde daher schon für eine neue Regionalbahnlinie von Duisburg über Gelsenkirchen nach Dortmund parallel zum Rhein-Emscher-Express reserviert, welche seit dem Fahrplanwechsel 2019 die S 2 zwischen Dortmund und Duisburg ersetzt. Die bisherige Linie RB 32 wurde – als künftiger Teil des RE 19 – in RE 19a umbenannt.
Am 5. Juli 2021 wurde die Strecke voll gesperrt und im Schienenersatzverkehr bedient. Mit einer Fertigstellung wurde zum Fahrplanwechsel im Dezember 2021 gerechnet. Im November 2021 wurde bekannt, dass sich die Streckeninbetriebname auf Februar 2022 verzögert. Zurückzuführen sei dies auf Kabeldiebstahl und Corona-Quarantäne bei Bauarbeitern.
Neben der Elektrifizierung wurden weitere Maßnahmen entlang der Strecke umgesetzt: Zwischen Wesel und Hamminkeln stieg die Streckengeschwindigkeit von 80 km/h auf 100 km/h. Die Bahnhöfe wurden modernisiert und die Bahnsteige im Sinne der Barrierefreiheit auf 76 cm erhöht. Am Bahnhof Hamminkeln wurde ein Mittelbahnsteig errichtet, um Zugkreuzungen zu ermöglichen. Am Bahnhof Bocholt wurden die bestehenden Abstellgleise zurückgebaut und durch ein neues, beidseitig angebundenes Abstellgleis ersetzt. Die Strecke wurde an das ESTW Emmerich angeschlossen. Eine Eisenbahnüberführung über die Issel wurde ebenfalls erneuert. Insgesamt investierten NWL, VRR und Deutsche Bahn rund 50 Millionen Euro.
Am 1. Februar 2022 wurde die elektrifizierte Strecke in Betrieb genommen. Am 7. Februar 2022 fand die feierliche Einweihung durch den nordrhein-westfälischen Ministerpräsidenten Hendrik Wüst und DB-Vorstand Ronald Pofalla statt.

## Streckenbeschreibung

### Verlauf
Die Bahnstrecke beginnt im Bahnhof Wesel, wo sie von der Bahnstrecke Oberhausen–Arnhem abzweigt. Im Stadtgebiet von Wesel verläuft die Strecke zunächst parallel zur Bahnstrecke in Richtung Emmerich, bis sie nach Überquerung der Nordstraße in einem Rechtsbogen in Richtung Norden schwenkt. Nach Verlassen der bebauten Stadtgebietes verläuft die Strecke geradlinig und erreicht den Haltepunkt Blumenkamp. Im weiteren Verlauf durchquert die Strecke geradlinig ein landwirtschaftlich geprägtes Gebiet und Wälder, bevor sie den Bahnhof Hamminkeln erreicht. Anschließend schwenkt die Strecke in einem Rechtsbogen in nordöstliche Richtung und überquert die Bundesautobahn 3. In einem weiteren Bogen schwenkt die Strecke wieder in nördliche Richtung und durchquert Dingden geradlinig. Im weiteren Verlauf durchquert die Strecke ein landwirtschaftlich geprägtes Gebiet, bevor sie das bebaute Stadtgebiet von Bocholt erreicht. Nach dem Stadtteil Mussum erreicht die Bahnstrecke nach einem Rechtsbogen den Streckenwechsel zur Bahnstrecke 2265, die weiter bis zum Endbahnhof Bocholt führt, der kurz darauf erreicht wird.

### Leit- und Sicherungstechnik
Der Bahnhof Hamminkeln war mit einem mechanischen Stellwerk der Bauart Einheit von 1957 ausgerüstet. Das Stellwerk war zeitweise unbesetzt und konnte durchgeschaltet werden. Der Bahnhof Bocholt war ebenfalls mit einem mechanischen Stellwerk der Bauart Einheit aus dem Jahr 1958 ausgerüstet.
Im Juli 2021 wurden die mechanischen Stellwerke durch zwei elektronische Stellwerke (ESTW) der Bauart SIMIS D von Siemens in Bocholt und Hamminkeln ersetzt, welche dann von Emmerich aus ferngesteuert werden. Die Bahnhöfe wurden mit Lichtsignalen nach dem Ks-Signalsystem, elektrisch ferngestellten Weichen und Gleisfreimeldeanlagen mit Achszähltechnik ausgestattet.

## Bedienungsangebot

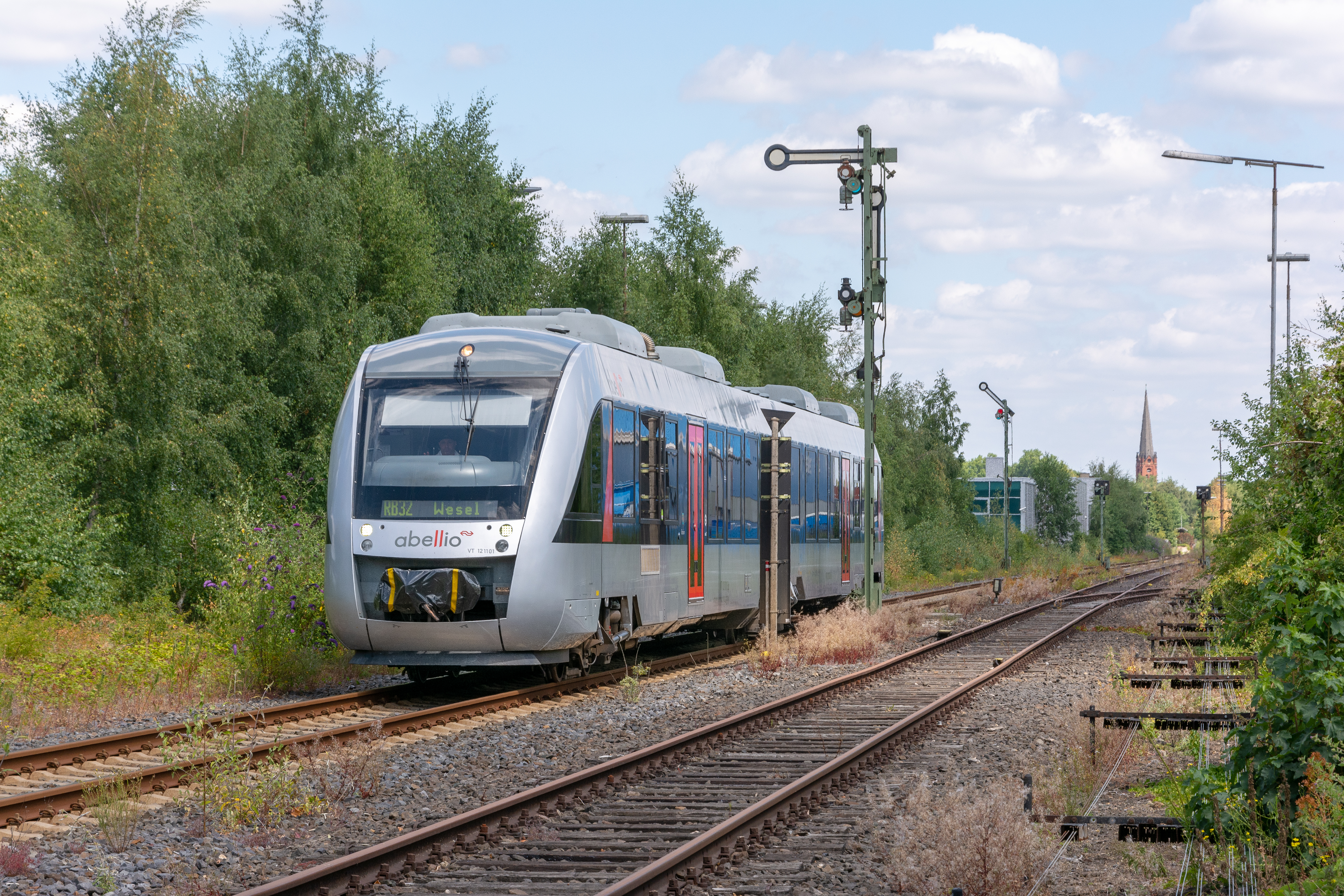
Triebwagen von Abellio, am Bahnhof Bocholt, 2018

Die Strecke wird im Personennahverkehr vom Regionalexpress RE 19 Rhein-IJssel-Express bedient, der Bocholt an die Städte Oberhausen, Duisburg und Düsseldorf im westlichen Ruhrgebiet anbindet.
Durchgeführt wird der Schienenpersonennahverkehr von der Vias Rail GmbH im Stundentakt. Eingesetzt werden Elektrotriebwagen vom Typ Stadler Flirt 3.
Bis Dezember 2016 verkehrte auf der Strecke DB Regio NRW mit Dieseltriebwagen der Baureihe 628.4. Von Dezember 2016 bis zum Beginn der Elektrifizierungsarbeiten im Juli 2021 fuhr Abellio Rail NRW mit Dieseltriebwagen vom Typ Alstom Coradia LINT 41.
Im Güterverkehr wird der Anschluss des Betonfertigteilewerks Max Bögl im Bahnhof Hamminkeln bedient. Die in Abhängigkeit von laufenden Bauprojekten, zumeist Tunnelbauten, notwendigen Fahrten führt die Bocholter Eisenbahngesellschaft mbH im Auftrag der DB Cargo durch. Im Anschluss selbst ist durch das Betonfertigteilewerke eine Rangierlok stationiert.
Im Rahmen der Bauarbeiten auf der Strecke Oberhausen–Emmerich plant die Deutsche Bahn, das Industriestammgleis Bocholt ab dem ersten Quartal 2025 zur Abstellung von Bauzügen und Materiallagerung zu nutzen. Ebenso sollen wöchentlich zwei Ganzzüge eines Logistikers aus Bocholt in Richtung Wesel verkehren. Im Vorfeld ist hierzu ein dreimonatiger Probebetrieb vorgesehen.

## Zukunft
Im Bocholter Stadtteil Mussum wird die Einrichtung eines neuen Haltepunktes untersucht. Nach einer Prüfung durch DB Station&Service würde dessen Einrichtung 1,77 Millionen Euro kosten und 170 neue Fahrgäste für den SPNV gewinnen. Am 31. Januar 2020 präsentierten der nordrhein-westfälische Verkehrsminister Hendrik Wüst und Bahnvorstand Ronald Pofalla ein Maßnahmenpaket für den Schienennahverkehr in Nordrhein-Westfalen mit einem Volumen von 500 Millionen Euro. Darin ist unter anderem der Neubau eines Haltepunktes Bocholt-Mussum enthalten. Es ist vorgesehen, die im Maßnahmenpaket aufgeführten Projekte bis 2029 umzusetzen.
Im Zielfahrplan 2040 ist auf der Relation Wesel-Bocholt zudem ein Halbstundentakt mit einer Ergänzung der Linie RE19 durch den RRX 5 Rhein-Ruhr-Express vorgesehen. Dies würde erneut größere Umbauten, unter anderem in Bocholt bedeuten.

## Bildergalerie

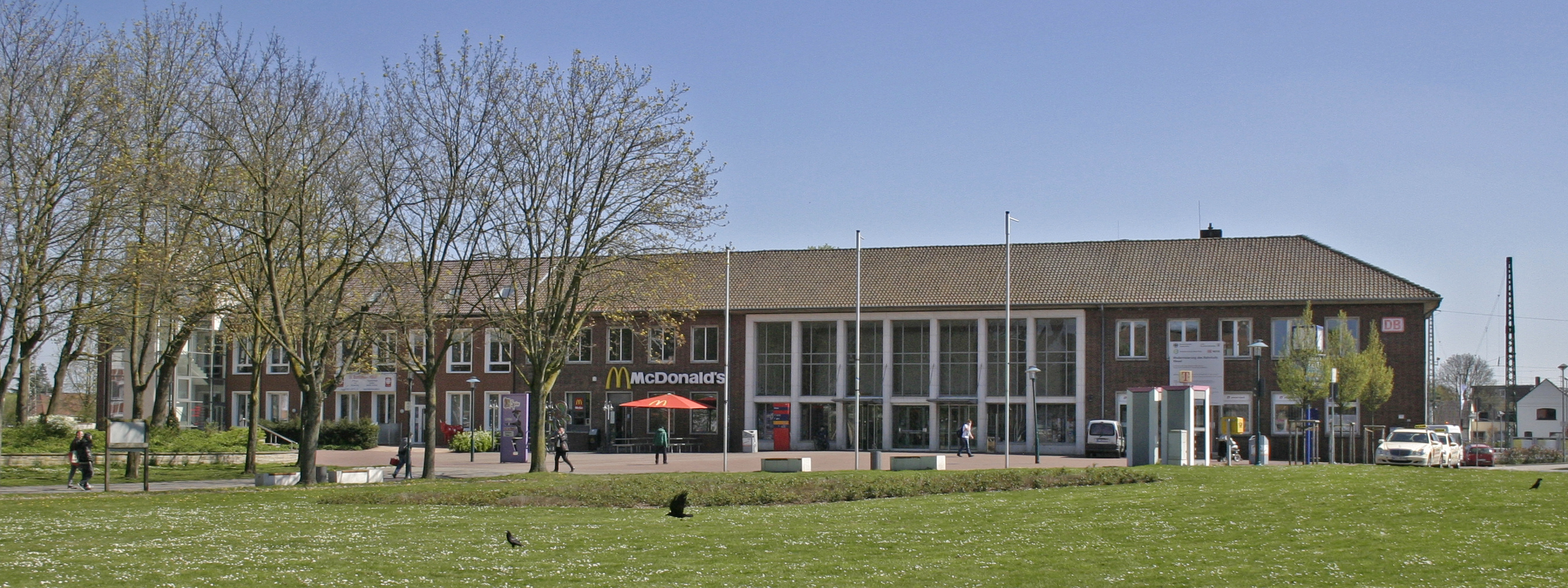
Bahnhof Wesel
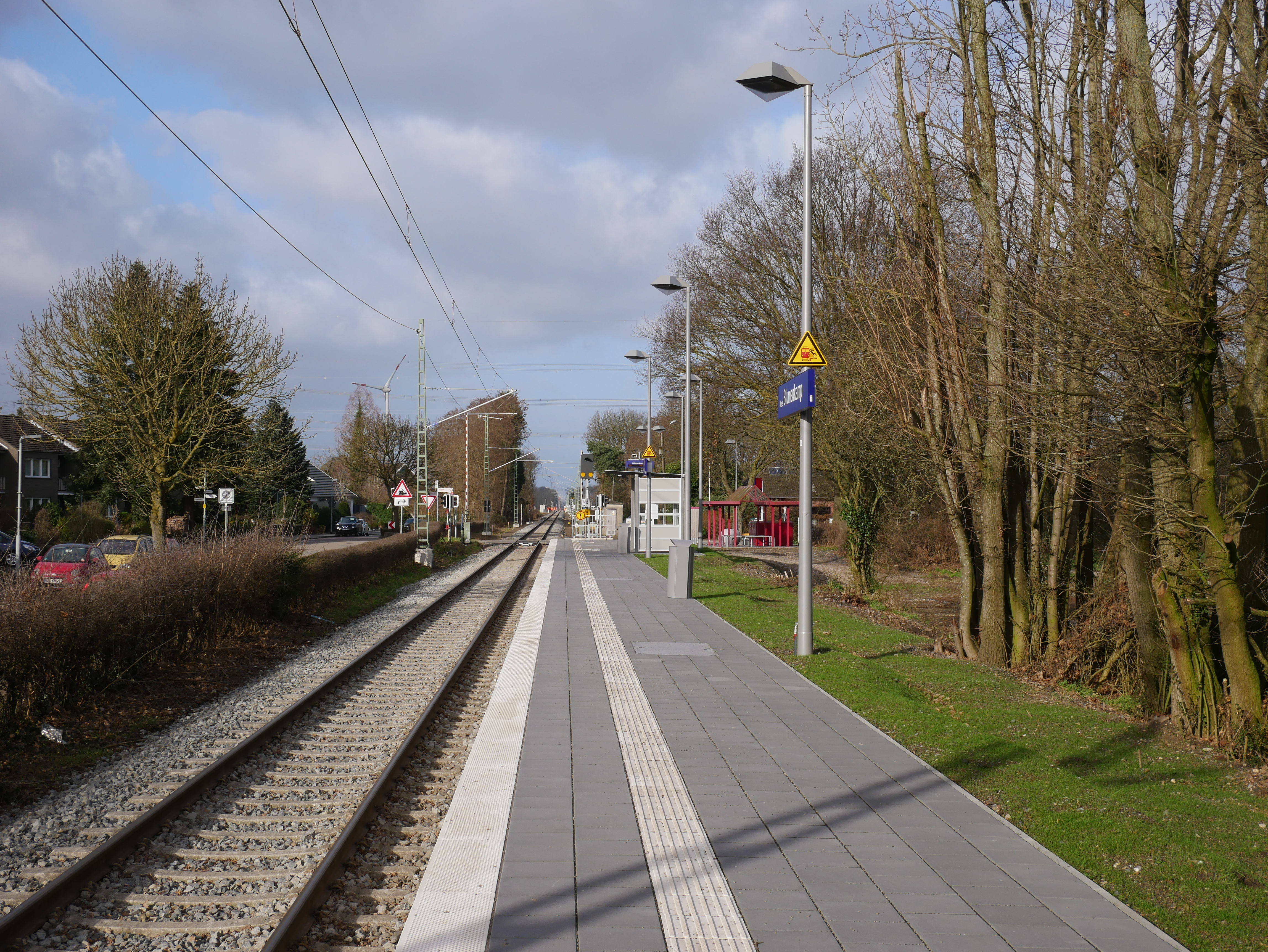
Haltepunkt Blumenkamp
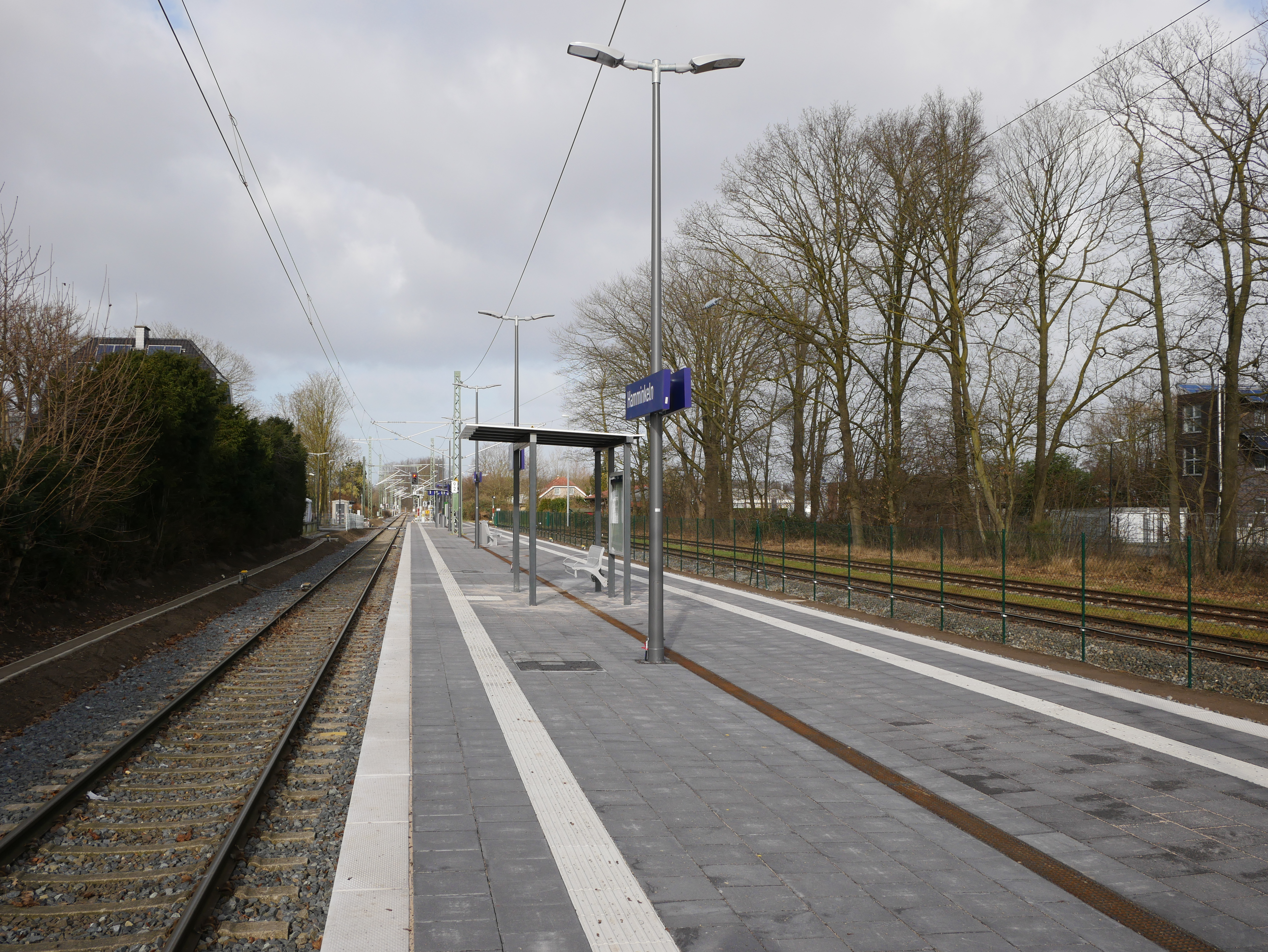
Bahnhof Hamminkeln
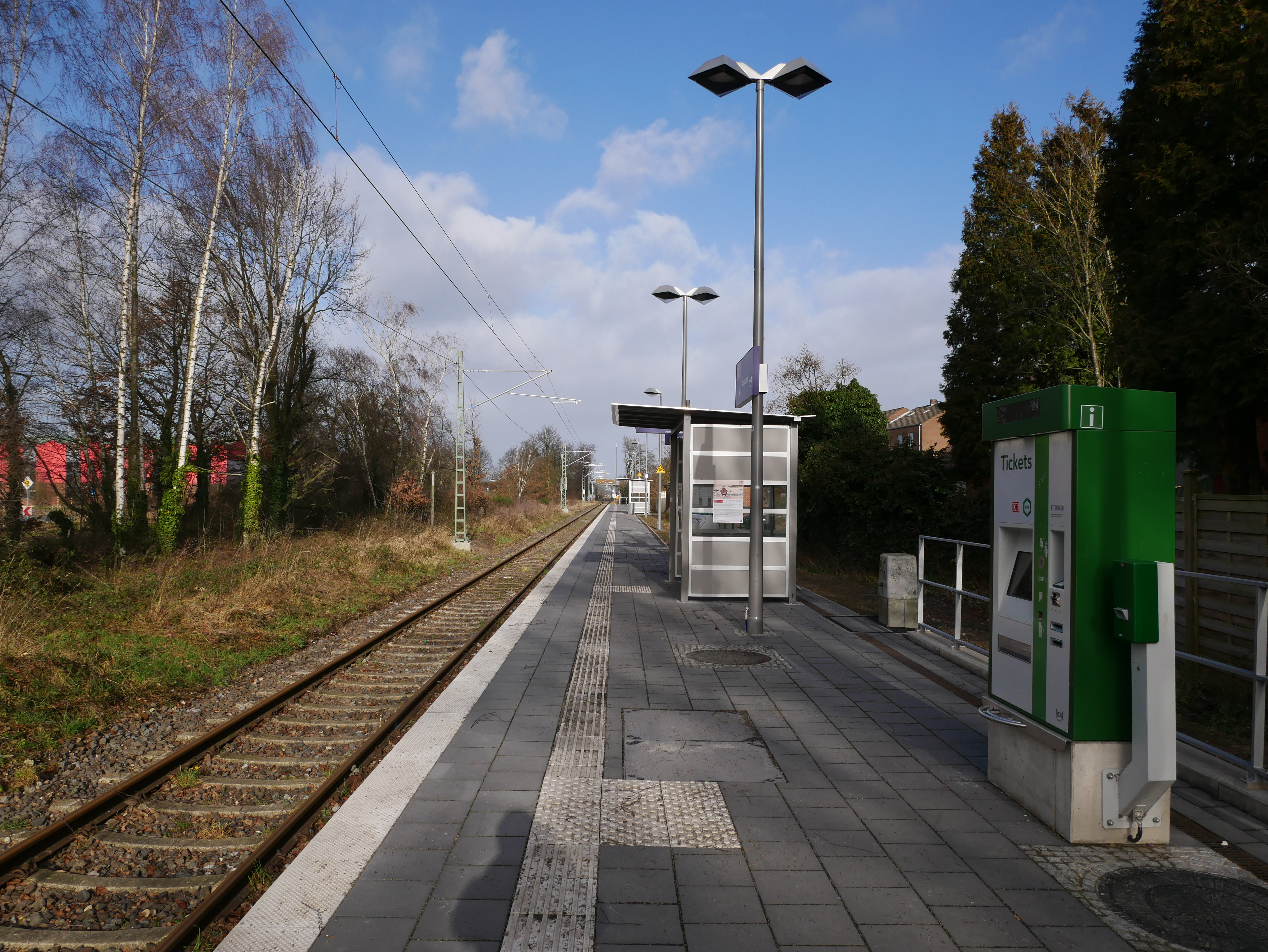
Haltepunkt Dingden
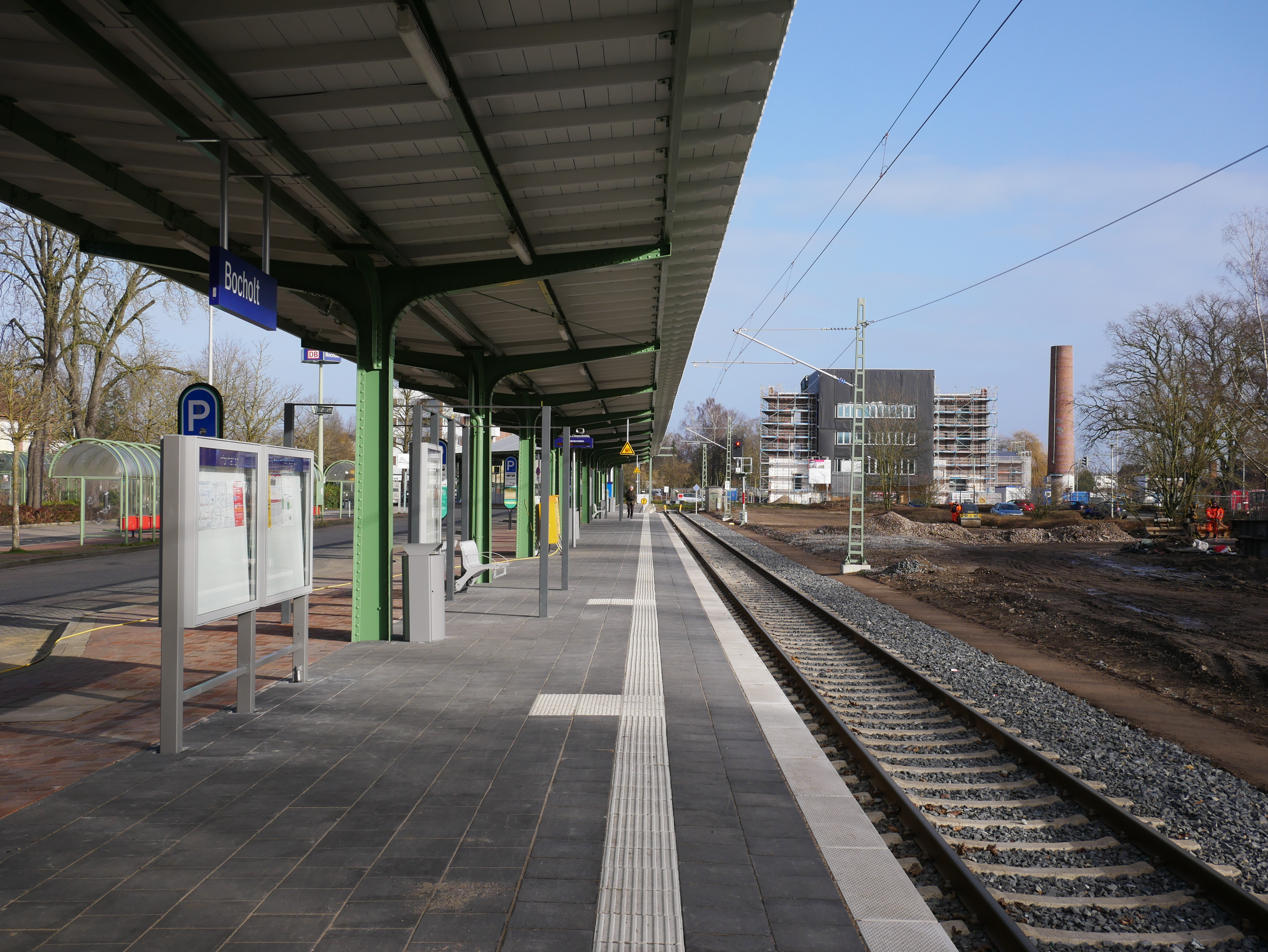
Bahnhof Bocholt